# 施皮勞爾湖
46°55′24″N 8°41′36″E / 46.92333°N 8.69333°E

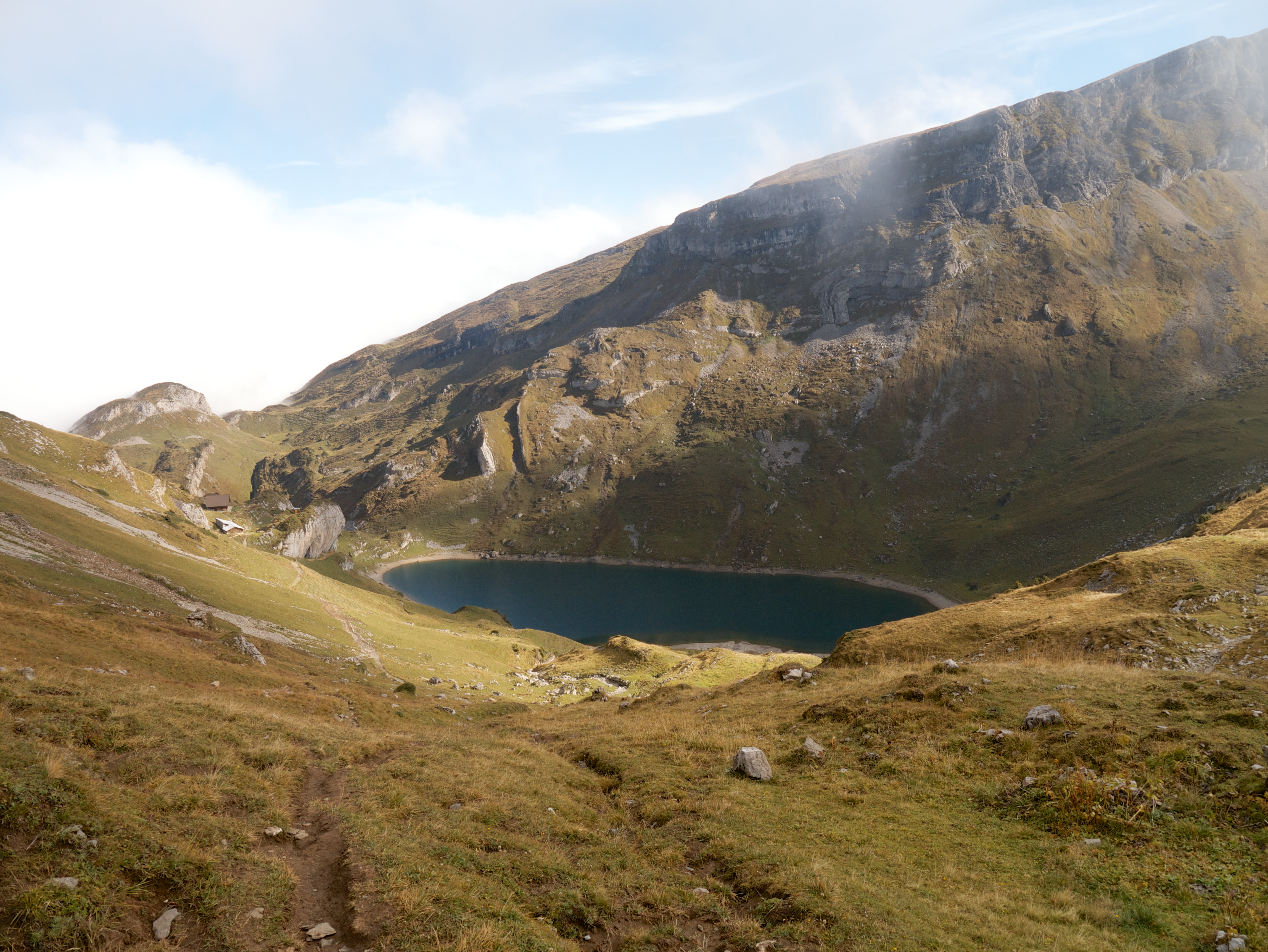

施皮勞爾湖（Spilauersee），是瑞士的湖泊，位於該國中部，由烏里州負責管轄，屬於施維茨阿爾卑斯山脈的一部分，長0.4公里、寬0.2公里，面積0.05平方公里，海拔高度1,837米。